# Frode Grytten
Frode Grytten (* 11. prosince 1960 Bergen) je norský spisovatel a novinář. 

## Život
Do osmnácti let žil ve městě Odda. Vystudoval veřejnou správu na Univerzitě v Bergenu a stal se reportérem deníku Bergens Tidende. Pracoval také pro list Dagbladet a internetový magazín Magasinet, pak se stal spisovatelem ve svobodném povolání. Založil hudební skupinu Frode Grytten Beat Band. Žije v Bergenu, je ženatý a má dvě děti.
Debutoval v roce 1983 básnickou sbírkou Start v nakladatelství Aschehoug. Píše převážně menšinovým jazykem nynorsk. V jeho tvorbě převládají krátké povídky vyznačující se úsporným stylem a suchým humorem, jejichž náměty čerpá ze života v rodném kraji Hardanger. V povídkové sbírce Popsongar se inspiroval texty populárních písní a v knize Rom ved havet, rom i byen rozvíjel motivy z obrazů Edwarda Hoppera. Režisérka Sølvi A. Lindsethová zfilmovala jeho povídku 80 grader aust for Birdland. Za detektivní román Flytande bjørn získal v roce 2005 Rivertonovu cenu. V letech 1999 a 2023 mu byla udělena Literární cena Brage a v roce 2007 Melsomova cena. Grytten je také autorem komerčně úspěšných cestopisů a dětských knih. 
Česky vyšla kniha Poslední den Nilse Vika (Nakladatelství Lidové noviny 2025, překlad Daniela Mrázová), v níž autor vzdal hold svému dědečkovi, který pracoval celý život jako převozník.

## Dílo
- 1983 Start
- 1986 Dans som en sommerfugl – stikk som en bie
- 1990 Langdistansesvømmar
- 1993 80 grader aust for Birdland
- 1995 Meir enn regn
- 1999 Bikubesong
- 1999 Frosken Vertigo og det store spranget
- 2001 Popsongar
- 2004 Hull & sønn
- 2005 Bikubegang: 24 stopp i Frode Gryttens univers
- 2005 Flytande bjørn.
- 2007 Rom ved havet, rom i byen
- 2009 Det norske huset
- 2010 50/50
- 2011 Saganatt. Lundetrilogien
- 2014 Vente på fuglen
- 2015 Meter over havet
- 2016 Menn som ingen treng
- 2020 Garasjeland
- 2020 Leggetid
- 2021 Gut, jente, juni, juli
- 2023 Den dagen Nils Vik døde (Poslední den Nilse Vika)